# Spabunker Cincuenta
Spabunker Cincuenta (IMO: 9398955,  MMSI: 224220360, pozivni znak: 3FBT7), manji tanker koji plovi pod zastavom Kanarskih otoka izgrađen 2007. godine. Matična luka mu je Santa Cruz de Tenerife. Dužina i širina su mu 84.93m × 16.25m, a može nositi 5 000 t. tereta, goriva za opskrbu drugih brodova. 